# Gäddtjärnen (Äppelbo socken, Dalarna, 671039-139648)
Gäddtjärnen är en sjö i Vansbro kommun i Dalarna och ingår i Dalälvens huvudavrinningsområde.